# Statens institut för rasbiologi
Statens institut för rasbiologi (Rasbiologiska institutet, även förkortat som SIFR) i Uppsala började sin verksamhet 1922 i syfte att erhålla en vetenskaplig grund för rashygieniska åtgärder och var administrativt fullt självständigt till 1959.
Styrelsen utgjordes av chefen för institutet, som samtidigt var professor i rasbiologi vid Uppsala universitet, samt åtta ledamöter, av vilka två förordnades av Kungl. Maj:t, två av Större akademiska konsistoriet i Uppsala, två av Större akademiska konsistoriet i Lund, en av Karolinska institutets lärarkollegium samt en av Lantbrukshögskolans lärarråd. Enligt kunglig stadga för institutet var dess uppgift "att idka vetenskaplig forskning på rasbiologiens område med särskild hänsyn till svenska folket och till förhållandena inom Sverige". Det ålåg även institutet att meddela undervisning i rasbiologi. Institutet upphörde den 30 juni 1959, varvid verksamheten från den 1 juli 1959 i stället inlemmades i universitetsorganisationen såsom Institutionen för medicinsk genetik, enligt riksdagsbeslut av den 27 maj 1959.
En riksdagspropositon om upprättande av institutet bifölls 1921, och samtliga riksdagspartier stod bakom beslutet. Docenten Herman Lundborg blev dess förste chef.
Lundborg själv framställde Sverige som "den första kulturstat i världen" som inrättat ett rasbiologiskt institut, men den engelske historikern Paul Weindling har visat att det inte stämmer: såväl England, Norge, USA och Ryssland hade redan öppnat rasbiologiska institut, det första i England år 1905.
Institutet hade inledningsvis ett brett stöd men allt fler ändrade åsikt på 1930-talet vilket hängde nära samman med nazisternas frammarsch i Tyskland.
Lundborg efterträddes 1935 av läkaren Gunnar Dahlberg som hade en starkt kritisk syn på rasbiologi som vetenskap. Dahlberg accepterade inte ens rasbegreppet, och ville forska mer om ärftlighetsfrågor – och då inte i rasmässig bemärkelse.

## Bakgrund

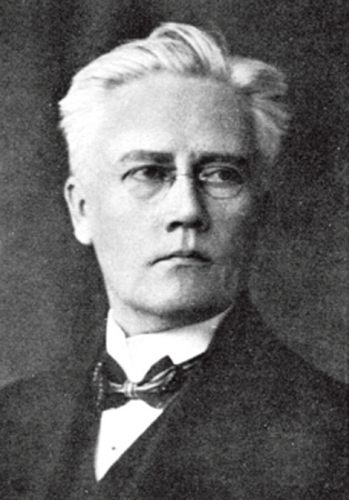
Herman Lundborg, Rasbiologiska institutets första chef.

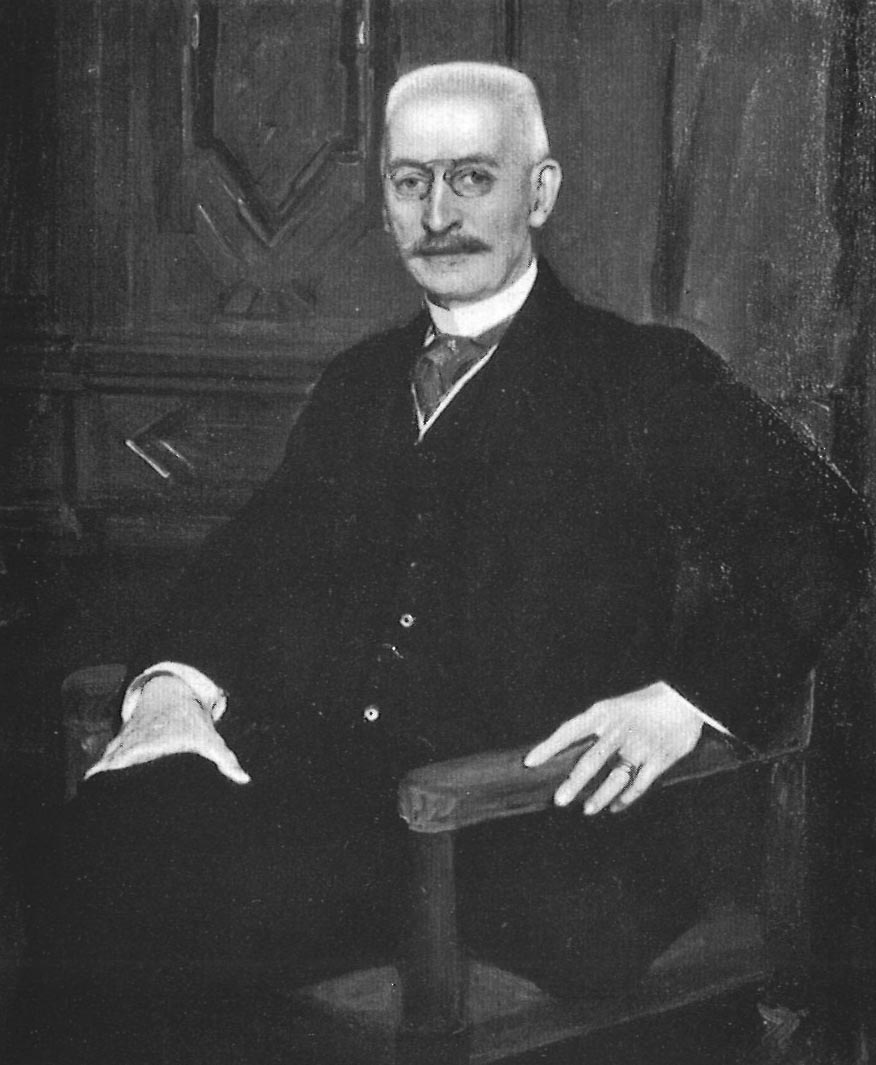
Wilhelm Leche, målning av Oscar Björck.

Redan 1909 hade Svenska sällskapet för rashygien bildats. I styrelsen satt Wilhelm Leche, ordförande; Olof Kinberg, vice ordförande och Vilhelm Hultkrantz, sekreterare med flera. Under 1920-talet blev den så kallade degenerationsfaran – den förmenta försämringen av folkmaterialet och "förgiftandet av samhällskroppen" ett svenskt debattämne. Man oroade sig för att människor med "sämre" egenskaper fick fler barn än människor med "rätt" ekonomisk, social och kulturell bakgrund och att det svenska folket på sikt skulle få vad som ansågs vara sämre egenskaper. 

År 1919 organiserade Gaston Backman på Konstakademien i Stockholm utställningen Svenska folktypsutställningen under medverkan av många välkända svenska fotografer som Borg Mesch, Henry B. Goodwin och John Hertzberg, vilken därefter också visades på andra platser i landet. Vid samma tidpunkt hölls i samband med utställningen en serie föreläsningar på Musikaliska akademien i Stockholm av läkaren Herman Lundborg och andra rasbiologer. Fotoutställningen fick stor uppmärksamhet och blev en publiksuccé.

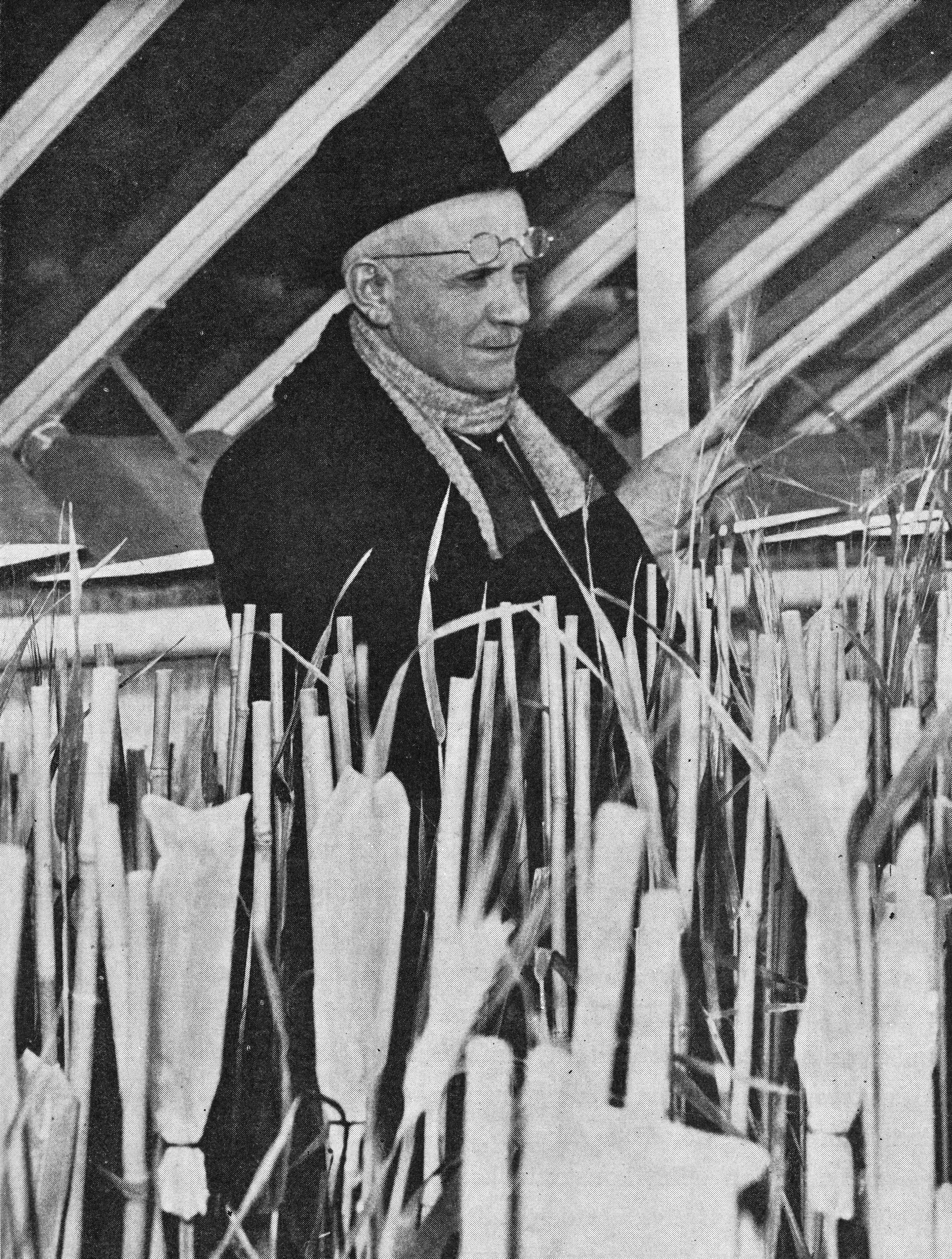
Herman Nilsson-Ehle, professor i genetik vid Lunds universitet.

Fredagen den 13 maj 1921 fick propositionen om att inrätta ett Statens institut för rasbiologi bifall i riksdagens båda kamrar. Beslutet föregicks av en kort debatt i andra kammaren, ingen i den första. Bakom riksdagsbeslutet fanns en motion, som hade framförts i riksdagens båda kamrar den 13 januari 1920 och undertecknats av ledande politiker som socialdemokraten Hjalmar Branting och högerns Arvid Lindman. Motionen bifölls 28 april samma år. Därefter gjordes en riksdagsutredning som rekommenderade upprättandet av institutet och som gick ut på remiss till universiteten under hösten 1920. Upprättandet av det rasbiologiska institutet hade politiskt stöd från riksdagens samtliga partier.
Motionen skrevs av den socialdemokratiske riksdagsmannen Wilhelm Björck tillsammans med anatomiprofessorn i Uppsala Vilhelm Hultkrantz, Herman Lundborg (som senare skulle bli chef för institutet) samt dennes förtrogne Robert Larsson. Drivande namn i riksdagen var bland annat statistikern Nils Wohlin från Jordbrukarnas riksförbund samt socialdemokraterna Edvard Wavrinsky och Alfred Petrén.
Som första namn på motionerna stod Alfred Petrén och Wilhelm Björck. I Andra kammaren var motionen förutom av Björck underskriven av både socialdemokraten Hjalmar Branting och högerledaren Arvid Lindman samt framträdande liberaler som Jacob Pettersson, Raoul Hamilton och Knut Kjellberg. Alla politiska riktningar i riksdagen var alltså representerade bland motionärerna. 
Även ledande svenska akademiker utanför riksdagen engagerade sig i stödet för motionen. En av de mest framträdande var Herman Nilsson-Ehle, internationellt ryktbar som en framstående genetiker, specialiserad på förädling av sädesslag. Andra namn var Frithiof Lennmalm (nervsjukdomar, Karolinska Institutet), Torsten Thunberg (fysiologi, Lund), Carl Magnus Fürst (anatomi, Lund) samt docenterna Nils von Hofsten (zoologi/genetik, Uppsala) och Nils Heribert-Nilsson (botanik/genetik, Lund). Som bilaga till riksdagsmotionen fanns också ett protokoll där medicinska fakulteten vid Uppsala universitet prisade Lundborgs forskning.

## Institutets verksamhet

### Plats och anställda

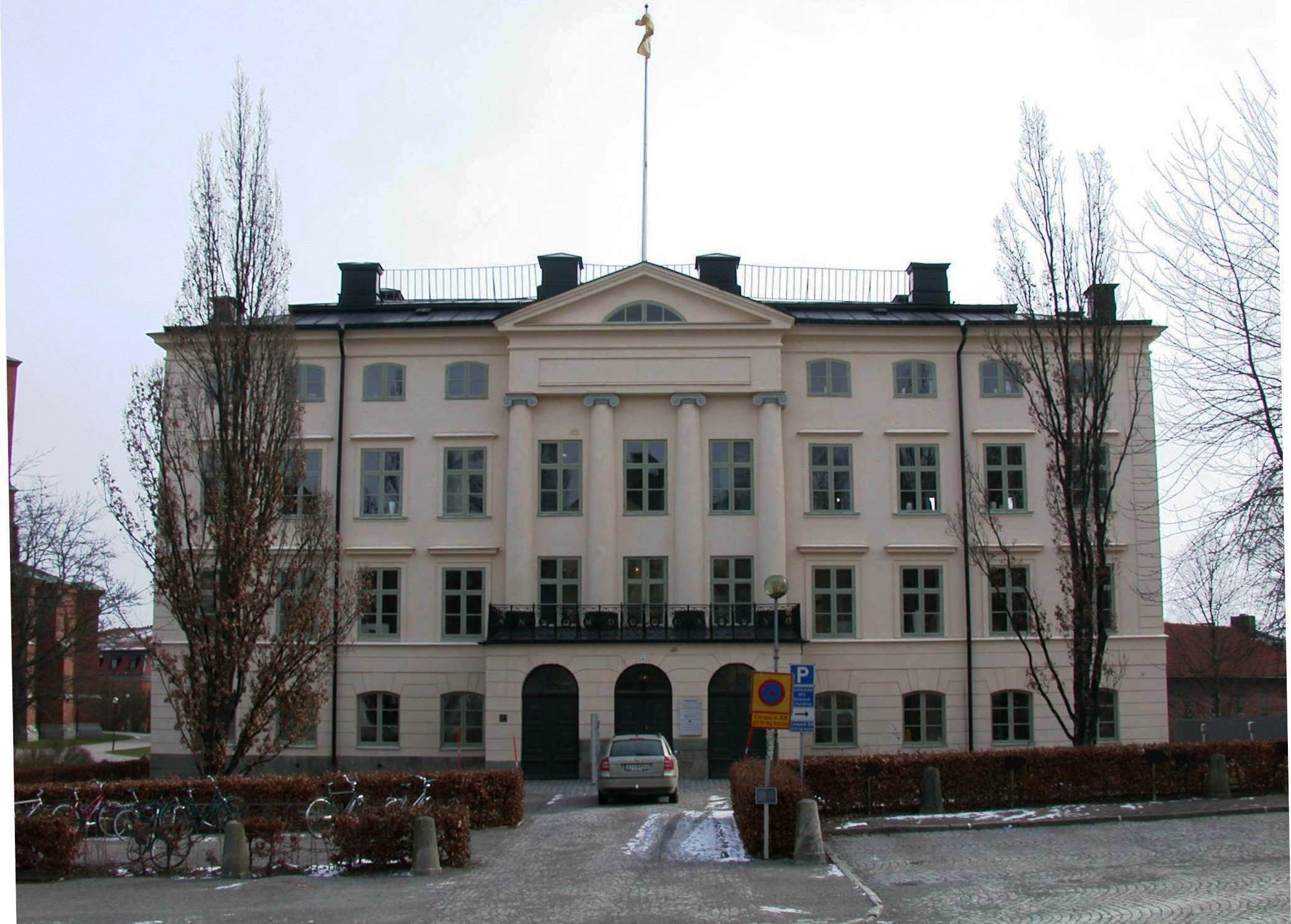
Folkskoleseminaritet i Uppsala, numera kallat Dekanhuset.

Institutet var fullt självständigt. Det var fram till 1937 förlagt till Gamla folkskoleseminariet i Uppsala, senare kallat  Dekanhuset. Efter en mellanperiod i Upplands regementes sjukhusbyggnad, hade det därefter och fram till sin nedläggning egna lokaler i huset Västra Ågatan 24 mitt i Uppsala. Förutom institutets chef återfanns bland de anställda en statistiker (och biträdande chef), en biträdande rasbiolog, en antropolog, en genealog samt två reseassistenter.

### 1922–1935
Under Lundborgs ledning genomfördes rasbiologiska undersökningar av 100 000 svenskar vilket presenterades 1926 och i förkortad version blev en lärobok för gymnasiet med titeln Svensk raskunskap. Han pensionerades 1935. 
Institutet hade till sin officiellt angivna arbetsuppgift att rasbiologiskt genomforska Sverige genom att studera olika släkters och andra befolkningsgruppers livsbetingelser och utvecklingsmöjligheter, att klarlägga såväl det biologiska arvets som miljöns betydelse för individer, släkter och folk, samt att utreda sjukdomars och normala mänskliga egenskapers ärftlighetsförhållanden. Endast genom dylika, på lång sikt drivna forskningar ansåg man sig kunna finna "de djupare liggande orsakerna till brottslighet, vanart, alkoholism, sinnessjukdom" och kunna bringa "annan undermålighet i dagen". På detta sätt strävade institutet på statligt uppdrag efter en "fast teoretisk grundval för en exakt rashygien och en rationell befolkningspolitik". 
Genom resor i olika delar av landet insamlades undan för undan ett rikhaltigt primärmaterial, som sedan – som det ansågs under denna tid – vetenskapligt bearbetades med hjälp av medicinska, biologiska, statistiska, antropologiska och genealogiska arbetsmetoder. 1926 kom institutets första större arbete om svenska folkets "rasbeskaffenhet" att publiceras, där en framträdande roll spelades av institutets statistiker Sten Wahlund.. Institutet utgav vidare Meddelanden från Statens institut för rasbiologi. 
Under Lundborgs tid som chef samarbetade institutet tidvis med individer ur den svenska allmänheten, vilka ägnade sig åt rasbiologiska efterforskningar av eget intresse. Dessa amatörforskare skickade ibland in egenproducerat material till institutet, såsom fotografier föreställande intressanta "rastyper", samt genealogiskt material som släktträd. Vid ett flertal tillfällen fick de också låna material av institutet, som de på olika sätt använde i sin egen forskning: till exempel böcker, diabilder och antropometriska mätinstrument.

### 1935–1959
Institutets verksamhet övergick efter Dahlbergs tillträde som chef 1935 från rasbiologi till forskning inom medicinsk genetik och socialmedicin. Samma år blev Dahlberg också professor i rasbiologi vid Uppsala universitet. Under Dahlbergs ledning ändrades institutets inriktning mot en mindre rasbiologisk grundsyn till att mer inrikta sig på vad man ansåg var en samhällsnyttig ärftlighetsforskning för att stärka folkhälsan. 1939 startades en ärftlighetsavdelning vid institutet.

## Slutet som självständigt institut
Dahlberg avled 1956 och efterträddes samma år som institutschef av Jan Arvid Böök. År 1959 ersattes institutet av Institutionen för medicinsk genetik vid Uppsala universitet som övertog verksamheten. De sista doktoranderna vid institutet för rasbiologi blev läkarna Gunnar Smårs, Sture Rayner och Lars Beckman.